# 郤乞
郤乞（？—？），春秋时期晋国的大夫，郤氏，郤芮族人。
前645年，秦晋韩原之战，郤乞与晋惠公做了秦国的战俘，晋惠公命郤乞回国和呂甥商议与秦国讲和的事情。呂甥让郤乞在朝堂对国人说：“国君让我转告大家，秦将把寡人送回国，但我作为俘虏，再当国君则是国耻，太子圉也不好，请大家再选立别人为国君吧。”群臣非常感动，晋惠公得以顺利回国。